# Spisak pomorskih protivavionskih topova
Pomorski protivvazdušni topovi obuhvataju protivavionske topove specijalno projektovane ili prilagođene za montažu na brodove i mornaričke topove prilagođene za vatru pod velikim uglom.
| Kalibar (mm) | Broj cevi na topu | Naziv oružja                                        | Zemlja porekla   | Zemlja porekla                                    |
| ------------ | ----------------- | --------------------------------------------------- | ---------------- | ------------------------------------------------- |
| 20           | 1 ili 2           | Oerlikon 20 mm cannon                               | Švajcarska       | Drugi svetski rat                                 |
| 20           | 4                 | Flakvierling 38 cannon                              | Treći rajh       | Drugi svetski rat                                 |
| 25           | 1, 2 ili 3        | Type 96 25 mm AT/AA Gun                             | Japansko carstvo | Drugi svetski rat                                 |
| 28           | 4                 | 1.1"/75 (28mm) gun                                  | SAD              | Drugi svetski rat                                 |
| 37           | 2                 | 3.7 cm SK C/30                                      | Treći rajh       | Drugi svetski rat                                 |
| 40           | 1, 4 ili 8        | QF 2 pdr Mk II, Mk VIII Vickers 2-pounder "pom-pom" | Velika Britanija | Prvi svetski rat - Drugi svetski rat              |
| 40           | 1, 2 ili 4        | Bofors 40 mm gun                                    | Švedska          | Drugi svetski rat - Korejski rat - Hladni rat     |
| 45           | 1 ili 2           | 45 mm anti-aircraft gun (21-K)                      | SSSR             | Drugi svetski rat                                 |
| 76.2         |                   | QF 3 inch 20 cwt                                    | Velika Britanija | Prvi svetski rat                                  |
| 76.2         |                   | 3"/23 caliber gun                                   | SAD              | Prvi svetski rat - 1920s                          |
| 76.2         | 1 ili 2           | 3"/50 caliber gun                                   | SAD              | Prvi svetski rat - Drugi svetski rat - Hladni rat |
| 76.2         | 2                 | 3"/70 Mark 26 gun                                   | SAD              | Hladni rat                                        |
| 100          | 2                 | 10 cm/65 Type 98 naval gun                          | Japansko carstvo | Drugi svetski rat                                 |
| 102          |                   | QF 4 inch Mk V naval gun                            | Velika Britanija | Prvi svetski rat - Drugi svetski rat              |
| 102          | 1 ili 2           | QF 4 inch Mk XVI naval gun                          | Velika Britanija | Drugi svetski rat - Hladni rat                    |
| 105          | 2                 | 10.5 cm SK C/33                                     | Treći rajh       | Drugi svetski rat                                 |
| 113          | 1 ili 2           | QF 4.5 inch Mk I - V naval gun                      | Velika Britanija | Drugi svetski rat - Hladni rat                    |
| 120          |                   | QF 4.7 inch Mk VIII naval gun                       | Velika Britanija | 1920s - Drugi svetski rat                         |
| 120          | 1 ili 2           | Type 10 120 mm AA Gun                               | Japansko carstvo | 1921 - Drugi svetski rat                          |
| 127          |                   | 5"/25 caliber gun                                   | SAD              | 1920s Drugi svetski rat                           |
| 127          | 2                 | 12.7 cm/40 Type 89 naval gun                        | Japansko carstvo | 1932 - Drugi svetski rat                          |
| 127          | 1 ili 2           | 5"/38 caliber gun                                   | SAD              | 1934 - Drugi svetski rat - Hladni rat             |
| 127          |                   | 5"/54 caliber Mark 16 gun                           | SAD              | Korejski rat - Hladni rat                         |
| 127          |                   | 5"/54 caliber Mark 42 gun                           | SAD              | Korejski rat - Vijetnamski rat - Hladni rat       |
| 133          | 2                 | QF 5.25 inch Mark I naval gun                       | Velika Britanija | Drugi svetski rat                                 |
| 152          | 2                 | 6"/47 caliber Mark 16 gun                           | SAD              | Korejski rat - Hladni rat                         |
| 152          | 2                 | QF 6-inch Mark N5 gun                               | Velika Britanija | Cold War                                          |